# Гальджа
Гальджа (хак. Холча, Почостар аалы) — деревня в Ширинском районе Хакасии.
Находится в 47 км южнее райцентра — села Шира и ж.-д. станции.
Основано в 1927. До 1957 — в составе Боградского района.
Число хозяйств — 66, население — 220 человек (01.01.2004), в том числе русские, хакасы и др. Ферма Сонского племзавода. Начальная школа, сельский клуб.

## Население
| 2002 | 2010 |
| ---- | ---- |
| 205  | ↘157 |